# Pallavolo Modena 2006-2007

## Rosa
| N° | Giocatore           | Ruolo | Data di nascita  | Nazionalità sportiva |
| -- | ------------------- | ----- | ---------------- | -------------------- |
| 1  | Marco Tagliatti     | C     | 22 gennaio 1975  | Italia               |
| 2  | Michal Rak          | C     | 14 agosto 1979   | Rep. Ceca            |
| 3  | Luiz Fonteles       | S     | 19 giugno 1984   | Brasile              |
| 5  | Riccardo Sangiorgio | S     | 14 luglio 1986   | Italia               |
| 7  | Massimo Gelli       | C     | 4 giugno 1978    | Italia               |
| 7  | Maikel Cardona      | O     | 16 gennaio 1976  | Italia               |
| 8  | Andrea Sartoretti   | S/O   | 19 giugno 1971   | Italia               |
| 9  | Sidnei dos Santos   | C     | 9 luglio 1982    | Brasile              |
| 11 | Leondino Giombini   | O     | 30 gennaio 1975  | Italia               |
| 12 | Dario Messana       | L     | 25 maggio 1979   | Italia               |
| 12 | Nalbert Bitencourt  | S     | 9 marzo 1974     | Brasile              |
| 13 | Andrea Giani (C)    | C     | 22 aprile 1970   | Italia               |
| 14 | Davide Bellini      | P     | 20 maggio 1969   | Italia               |
| 15 | Murilo Endres       | S     | 3 maggio 1981    | Brasile              |
| 16 | Cristian Casoli     | S/L   | 27 gennaio 1975  | Italia               |
| 17 | Ricardo Garcia      | P     | 19 novembre 1975 | Brasile              |

## Statistiche

### Statistiche di squadra
| Competizione  | Punti | In casa | In casa | In casa | In trasferta | In trasferta | In trasferta | Totale | Totale | Totale |
| Competizione  | Punti | G       | V       | P       | G            | V            | P            | G      | V      | P      |
| ------------- | ----- | ------- | ------- | ------- | ------------ | ------------ | ------------ | ------ | ------ | ------ |
| Serie A1      | 45    | .       | .       | .       | .            | .            | .            | 28     | 15     | 13     |
| Coppa Italia  | -     | -       | -       | -       | -            | -            | -            | 1      | 0      | 1      |
| Top Teams Cup | -     | .       | .       | .       | .            | .            | .            | 9      | 6      | 3      |

G = partite giocate; V = partite vinte; P = partite perse